# Бертон, Деон
Деон Джон Бе́ртон, Дион Бартон (англ. Deon John Burton, род. 25 октября 1976 года в Рединге, Англия) — ямайский футболист, игравший на позиции нападающего. Участник чемпионата мира 1998 года в составе национальной сборной Ямайки.

## Клубная карьера
Деон Бертон начал свою профессиональную карьеру в клубе «Портсмут». Он дебютировал в сезоне 1993—94 и сыграл два матча. В течение трёх сезонов с перерывами Бёртон играет за «Портсмут», а в сезоне 1997—98 переходит в «Дерби Каунти» за £1 млн. В 2002 году Бертон вернулся в «Портсмут» за £250 тысяч.
В 2005 году Бертон в качестве свободного агента переходит в «Ротерем Юнайтед». После первой половины сезона 2005—06 Бертон за 27 матчей забил 14 голов, в том числе сделал первый хет-трик в игре против «Блэкпула».
В зимнее трансферное окно в 2006 году Бертона за £110 тысяч покупает «Шеффилд Уэнсдей».
В начале сезона 2008/09 Брайан Лоуз — главный тренер «Шеффилд Уэнсдей», ссылаясь на плохое начало сезона, сказал, что не может дать гарантий по дальнейшему попаданию в состав Бертона. И 27 ноября 2008 года Бёртон был отдан в аренду в «Чарльтон Атлетик» с правом последующего выкупа, а 2 января 2009 года Бертон присоединился к клубу как свободный агент.

## Международная карьера
7 сентября 1997 года Бертон дебютировал за сборную Ямайки в отборочных играх к чемпионату мира. Забив в 5 матчах 4 гола, он практически в одиночку вывел страну в финальную часть чемпионата мира 1998 и получил награду «Спортсмен года Ямайки». В 1998 году он был включен в заявку сборной на участие в Золотом кубке КОНКАКАФ. На турнире Деон сыграл в матчах против команд Мексики, Сальвадора, Гватемалы и дважды Бразилии. В том же году Бертон принял участие в Чемпионате мира во Франции. На турнире он сыграл в поединках против Аргентины, Японии и Хорватии.
В 2000 году Деон во второй раз поехал с командой на Золотой кубок КОНКАКАФ. На турнире он сыграл в матчах против команд Колумбии и Гондураса.